# Antoine Girouard (prêtre)
Pour les articles homonymes, voir Antoine Girouard (homme politique) et Girouard.
Antoine Girouard (1762-1832) est un prêtre canadien connu pour avoir fondé le Séminaire de Saint-Hyacinthe.
Né à Boucherville, le 7 octobre 1762, fils d'Antoine Girouard et de Marguerite Chaperon, il fut ordonné le 23 octobre 1785. Missionnaire à la Baie-des-Chaleurs vers 1788, il fut curé de la Pointe-aux-Trembles et de la Longue-Pointe puis curé de Saint-Hyacinthe en 1806. 
M. Girouard fonda, en 1811, le collège de Saint-Hyacinthe, incorporé par acte du parlement canadien, en 1815. Il dota aussi sa paroisse, en 1816, d'un pensionnat pour les jeunes filles, sous la conduite des Sœurs de la Congrégation de Notre-Dame. Sa vie, a dit M. De la Bruire, fut une vie toute de sacrifice et de dévouement ; et son cœur ne respira qu'amour et patriotisme. 
Il meurt subitement en promenade à Varennes, le 3 août 1832, à l'âge de 70 ans. Il est inhumé à Saint-Hyacinthe.